# 마우솔레움

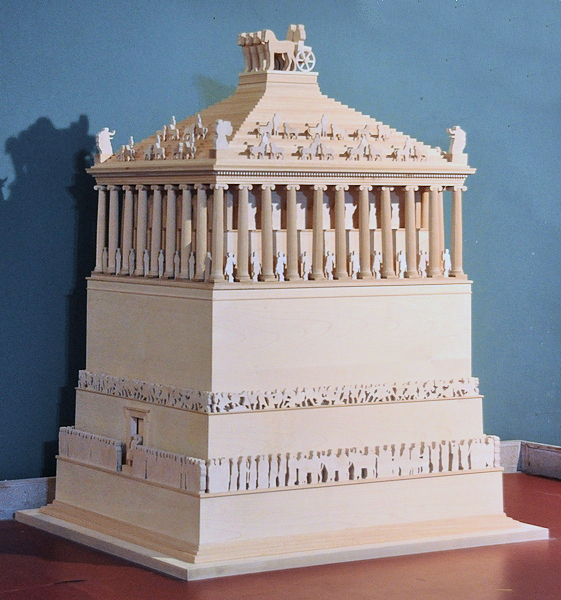
할리카르나소스의 마우솔레움

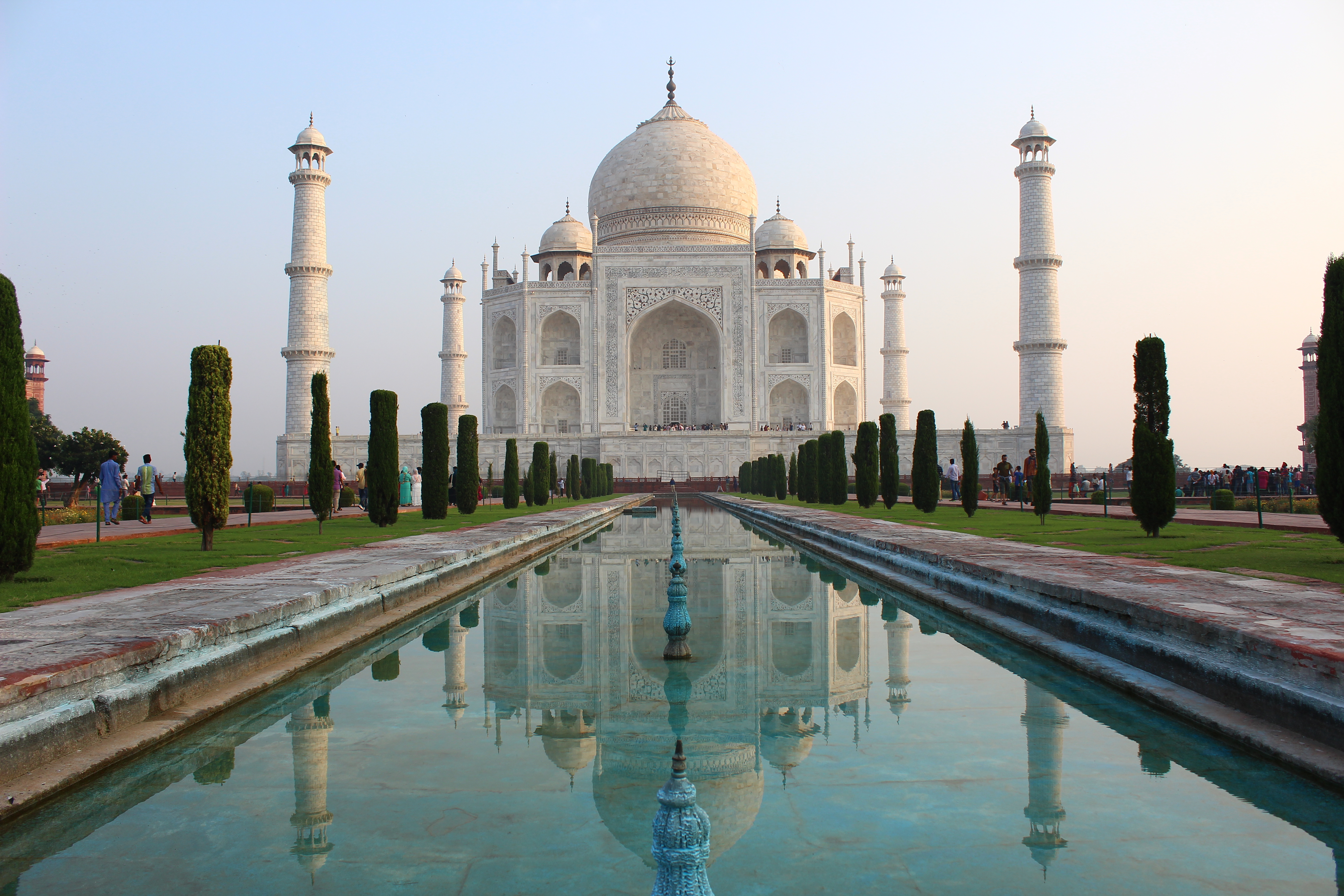
뭄타즈 마할의 마우솔레움, 타지마할

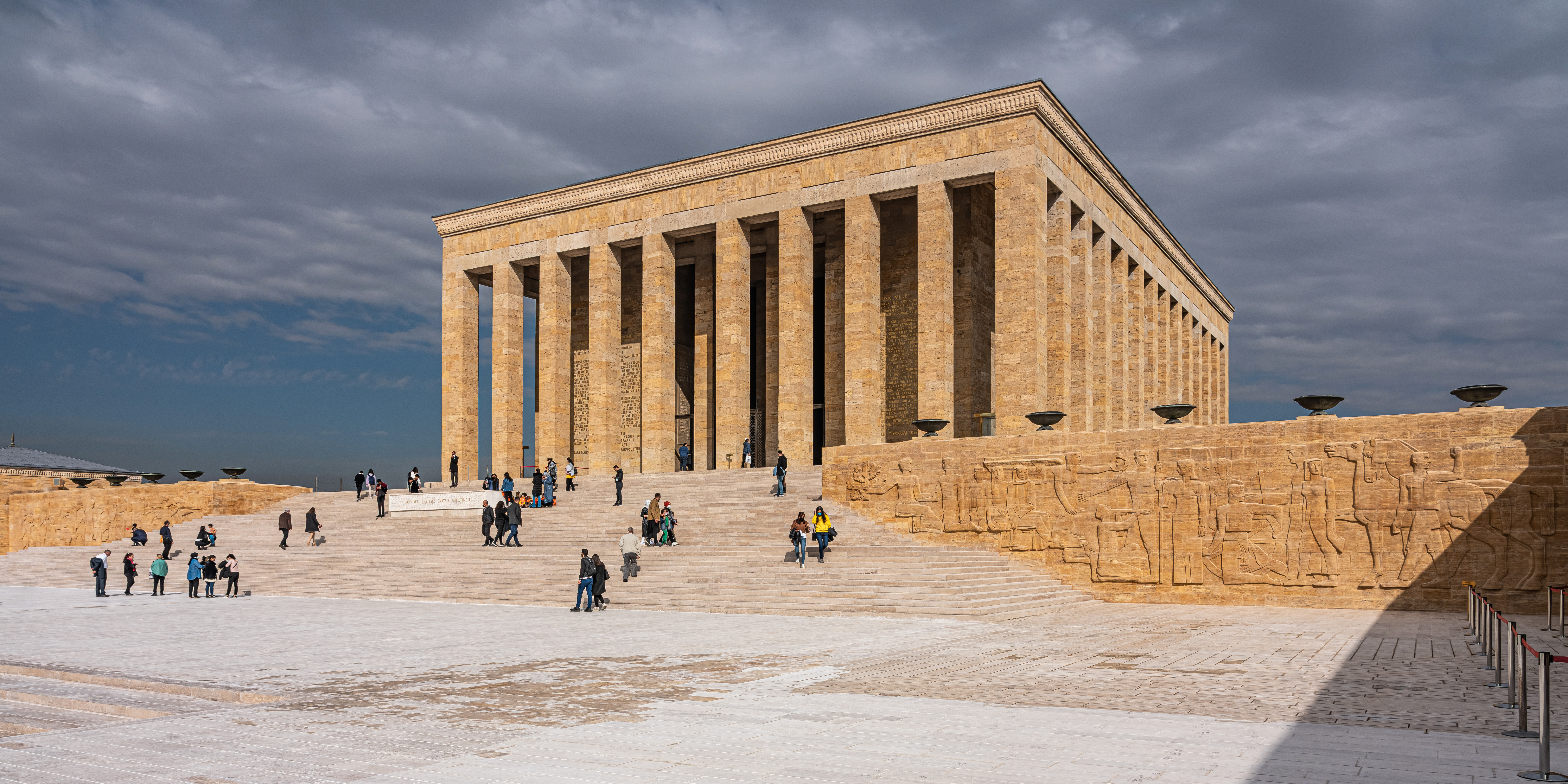
무스타파 케말 아타튀르크의 영묘 아느트카비르

마우솔레움(라틴어: mausoleum)은 아나톨리아 지방의 고대 국가 카리아를 다스렸던 마우솔로스가 스스로의 개인숭배를 목적으로 지은 무덤인 할리카르나소스의 마우솔레움에서 유래된 서양 및 중동 문화권의 어휘로, 오늘날에도 그 주된 뜻은 왕릉 등 중요 인물을 기념하는 웅장한 무덤을 가리킨다. 일본어권에서는 주로 영묘(靈廟)로 번역되나, 중화권에서는 대개 능묘(陵墓)로 변역된다.

## 유래
기원전 4세기 아나톨리아 지방의 고대 국가 카리아를 다스렸던 마우솔로스는 수도를 밀라사에서 할리카르나소스로 옮기면서 새로운 수도의 중심부에 자신의 무덤을 건설하였는데, 이는 무덤을 가급적 도시 내에 짓지 않는 동시대 그리스 문화와는 전혀 다른 방식이었다. 마우솔로스가 지은 무덤은 기본적으로 개방된 그리스식 신전의 형태를 띄며 내부에 그의 조각상을 품고 있었다.:67-72 마우솔로스의 무덤이 지닌 건축양식은 그곳이 후대의 방문을 예정하여 지은 것으로서 스스로에 대한 신적 숭배, 즉 개인숭배를 목적으로 한 건축물임을 드러낸다. 이 새로운 유형의 건축물은 당대 그리스에 존재하는 영웅숭배의 문화를 넘어 지배자를 신으로 여기는 지배자-숭배 문화를 처음으로 열어젖힌 기념비적인 시초로 평가되며, 알렉산드로스 대왕의 자기 신격화 등 후대 헬레니즘의 지배자-숭배 문화에 지대한 영향을 끼쳤다.:82-83

## 의미와 용법
서양에서 마우솔레움이라는 어휘는 점차 그 유래인 할리카르나소스의 마우솔레움만을 일컫는 표현이 아니라 주요 인물을 기념하는 무덤을 가리키는 단어로서 의미가 확장되었는데, 그 직접적인 계기는 초대 로마황제 아우구스투스와 제14대 로마황제 하드리아누스가 각각 로마에 지은 자신들의 무덤이었다. 할리카르나소스에 지어진 마우솔로스의 무덤에 깊은 감명을 받은 로마인들은 황제들의 웅장한 무덤을 마우솔레오(라틴어: mausoleum, 이탈리아어: mausoleo)라 불렀고, 이는 오늘날 널리 알려진 영단어 마우솔레움(영어: mausoleum)의 어원이 되었다.
옥스포드 영어사전에 의하면 '마우솔레움'이라는 단어는 중세 영어부터 그 쓰임이 확인되며, 17세기에 들어서면 영어권에서 마우솔레움이라는 어휘는 중요 인물이 매장되었는지 여부를 가리지 않고 단순히 웅장한 건축 양식을 지닌 거대한 무덤을 뜻하거나, 아예 어떤 대상이 웅장하다는 것을 비유하는 뜻으로까지 의미가 넓어지기에 이른다.
단어에 내재된 이러한 여러 의미에 따라 한자문화권에서는 마우솔레움에 대해 다양한 번역을 택하고 있다. 예를 들어 유교적 종묘 제도의 도입이 거의 이루어지지 않아 위패만을 모시는 묘당(廟)과 시신을 모시는 무덤(墓)을 엄밀히 구분하지 않는 일본어권에서는 마우솔레움을 도쿠가와가 영묘 등에 빗대어 영묘(霊廟) 등의 어휘로 번역하지만, 종묘 제도의 도입이 진전된 중화권에서는 서양의 마우솔레움이 지닌 매장지로서의 의미를 강조하여 능묘(陵墓)라고 번역하고 있다.

## 같이 보기
- 묘(廟)
- 영묘(靈廟)
- 무덤(墓)
- 왕릉(王陵)
- 능묘(陵墓)
- 개인숭배